# نیم

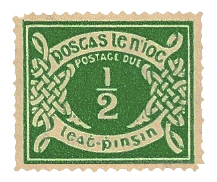
نیم یا یک دوم

نیم یا نصف هر چیز، یک بخش (قسمت) از آن است، به شرطی که آن را دقیقاً به ۲ بخش مساوی تقسیم کرده باشیم.
در زبان ریاضی، «نیم»، کسر ساده‌نشدنی حاصل از تقسیم عدد ۱ بر ۲ است.